# Heath Baldwin
Heath Baldwin, född 8 februari 2001, är en amerikansk friidrottare specialiserad i mångkamp.

## Karriär
Baldwin är utbildad vid Michigan State University, och har en bakgrund både inom amerikansk fotboll och baseball innan han valde att fokusera på friidrott och specifikt mångkamp. Han har två guld i de nationella mästerskapen i tiokamp. Vid de amerikanska OS-uttagningarna vann han på ett nytt personligt rekord på 8 625 poäng, och kvalificerade sig därmed till OS 2024.